# HMAS Perth (könnyűcirkáló)
A HMAS Perth egy módosított Leander osztályú könnyűcirkáló volt, mely az Ausztrál Királyi Haditengerészetnél teljesített szolgálatot a második világháborúban. Ez volt az első hajó, melyet az ausztráliai Perth városáról neveztek el. Szintén a Perth volt az első olyan hajó, melyet az Ausztrál Királyi Haditengerészet számára alakítottak át.
A Perth építését 1933. június 26-án kezdték el a Portsmouth-i HM Dockyard hajógyárban, majd 1934. július 26-án bocsátották vízre. A hajó építését 1936 júliusában fejezték be és 1936. június 15-én állították hadrendbe a Brit Királyi Haditengerészetnél, HMS Amphion néven. A cirkálót később megvásárolta az ausztrál kormány, így a hajó 1939. június 29-én az Ausztrál Királyi Haditengerészet szolgálatába állt HMAS Perth néven. A Perth legénysége az egy hónappal korábban a tartalékflottához került HMAS Adelaide legénységéből került ki.

## Pályafutása
A háború elején a Perth a Földközi-tengeren teljesített szolgálatot, ahol részt vett többek közt a Matapan-foki csatában, majd 1941 áprilisában a görögországi evakuációban is.
1942. február 26-án a Perth, Hector Waller kapitány irányításával áthajózott az indonéziai Tanjung Priokból, a szintén indonéziai Surabayába. A hajót a holland HNLMS Java könnyűcirkáló, a brit HMS Exeter nevű cirkáló, valamint további brit rombolók, a HMS Electra, a Jupiter és az Encounter is elkísérte. A Dauntless, a Danae, és a Hobart viszont Tanjung Priokban maradtak. Február 27-én a Perth is csatlakozott az amerikai-brit-holland-ausztrál parancsnokság (American-British-Dutch-Australian Command) alá tartozó cirkálókhoz és rombolókhoz, melyekkel a HNLMS De Ruyter parancsnoka, a holland Karel Doorman ellentengernagy egy japán konvoj ellen indított támadást a Makasari-szorosból. Ez a támadás híresült el később Jáva-tengeri csataként.
A Jáva-tengeri csatát a szövetségesek mindössze három hajója élte túl, melyek közül kettő, a HMAS Perth és a USS Houston megpróbált átkelni a Szunda-szoroson. 1942. március 1-jén, a Szunda-szorosi csatában a Perth torpedótalálatot kapott egy japán tengeralattjárótól, aminek következtében a cirkáló elsüllyedt. A hajó legénységének 350 tagja és 3 civil meghalt, 324 fő pedig japán hadifogságba került. A fogságban a hadifoglyok közül 106-an életüket vesztették még a háború vége előtt.

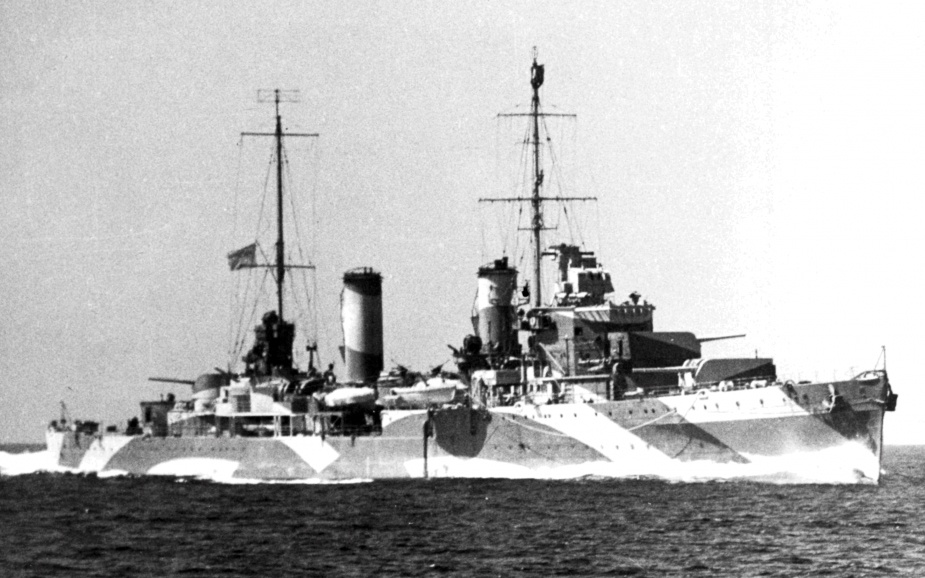
A módosított Leander osztályú HMAS Perth ausztrál könnyűcirkáló 1942-ben.